# Bajo de Masinloc
El Bajo de Masinloc también llamado Atolón de Scarborough, Banco de arena Scarborough, Banco de arena Panatag, Arrecife Scarborough o Arrecife Democracy (en chino: 黃岩島; en tagalo: Kulumpol ng Panatag) es un banco de arena situado entre la isla de Luzón y el Banco Macclesfield en el Mar de China Meridional.
Es un territorio en disputa reclamado por la República Popular de China, la República de China (Taiwán) y Filipinas. El estado del bajío se discute a menudo en combinación con otras disputas territoriales en el Mar Meridional de China, tales como los relativas a las Islas Spratly y las Islas Paracel. Desde 2012 tras un enfrentamiento en el arrecife, el acceso al territorio ha sido restringido por la República Popular de China.

## Historia
El banco es llamado en inglés Scarborough por el nombre de un barco mercante de la Compañía Británica de las Indias Orientales que naufragó entre sus rocas, el 12 de septiembre de 1784.
Filipinas también afirma que ya en la época de la colonización española de las Filipinas, los pescadores filipinos usaban el área como una zona de pesca tradicional y refugio durante el mal tiempo.
Varios mapas oficiales de Filipinas, publicados por España y Estados Unidos en los siglos XVIII y XX, muestran al arrecife como territorio filipino. El mapa del siglo XVIII Carta hydrographica y chorographica de las Islas Filipinas (1734) muestra Panácot como el nombre del sitio. El mapa también muestra que la forma del bajío corresponde a los mapas actuales disponibles hoy. En 1792, otro mapa dibujado por la expedición Malaspina y publicado en 1808 en Madrid también mostró el Bajo de Masinloc como parte del territorio filipino.
El Tribunal Permanente de Arbitraje de La Haya le dio la razón a Filipinas en 2016 y China calificó el fallo como "naturalmente nulo e infundado".
En 2019 China le ofrece a Filipinas ignorar el fallo a cambio de perforaciones conjuntas de petróleo y gas.